# Robert de Namur
Robert de Namur KG (* 1323; † April 1391) war ein niederländischer Ritter und Adliger im 14. Jahrhundert aus dem Haus Dampierre. Er war ein jüngerer Sohn des Markgrafen Johann I. von Namur und dessen zweiter Ehefrau Marie d’Artois. Aus dem Erbe seines 1330 verstorbenen Vaters erhielt er die Burgen Beaufort-sur-Meuse, Renaix, Ballâtre und Chièvre.

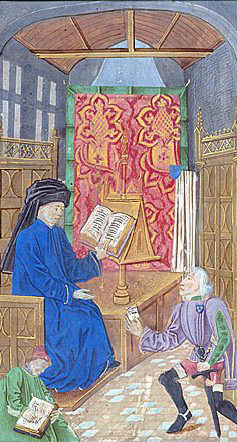
Robert de Namur liest ein Buch während er einen Boten des Königs von Frankreich empfängt. Neben ihm sitzt Jean Froissart bei der Arbeit an seiner Chronik. Darstellung aus dem späten 15. Jahrhundert.

Der Mode seiner Zeit entsprechend unternahm Robert eine Preußenfahrt, um sich seine Rittersporen zu verdienen. Unter dem Einfluss seines Onkels Robert von Artois entschied er sich beim Ausbruch des Hundertjährigen Krieges für die Seite Englands, während sein älterer Bruder, Markgraf Wilhelm I., auf der Seite Frankreichs verblieb. Während der Belagerung von Calais (1346–1347) schloss sich Robert dem Gefolge König Eduards III. von England an und huldigte diesem. Am 2. Februar 1350 heiratete er Isabella de Hainault, die Schwester der englischen Königin Philippa, womit er sich auch verwandtschaftlich mit der englischen Sache verband. In der für die Engländer siegreichen Seeschlacht von Winchelsea (Battle of Les Espagnols sur Mer) gegen eine kastilische Flotte am 3. August 1350 kommandierte Robert das Flaggschiff La Salle du Roi und enterte an der Seite Eduards III. ein feindliches Schiff. Für seinen königlichen Schwager eroberte Robert 1363 die flämische Burg Escanaffles (heute Celles) und verteidigte 1369 das englische Lager in Tournehem-sur-la-Hem gegen einen französischen Angriff.
Nachdem Königin Philippa 1369 gestorben war, nahm Robert den Geschichtsschreiber Jean Froissart in sein persönliches Gefolge auf und wurde dessen neuer Gönner. Durch ihn gelangte Froissart noch im selben Jahr wieder an den englischen Königshof in London und auf Roberts Auftrag hin begann er kurz darauf mit der Abfassung des ersten Buches seiner Chroniques de France, d’Angleterre, d’Ecosse, de Bretagne, de Gascogne, de Flandre et lieux circonvoisins. Robert selbst wurde 1369 in den Hosenbandorden aufgenommen, wo er den kurz zuvor verstorbenen Robert Ufford, 1. Earl of Suffolk, ersetzte. Für den Herzog Wenzel von Brabant kämpfte Robert am 20. August 1371 in der Schlacht bei Baesweiler, in der er allerdings in Gefangenschaft geriet, aus der er freigekauft werden musste. 1373 beendete Froissart seine Arbeiten am ersten Buch seiner Chronik und widmete es Robert. Während der Beerdigung des französisch gesinnten Grafen Ludwig II. von Flandern, 1384, im Kloster Loos bei Lille war Robert voll gerüstet und kampfbereit zugegen.
Robert starb im April 1391. In erster Ehe war er seit 1350 mit Isabella de Hainault († 1361) verheiratet, einer Tochter des Grafen Wilhelm III. von Holland-Hennegau. Seine zweite Frau war seit 1380 Isabella de Melun († 1409), die eine Tochter des Hugues de Melun, Seigneur d’Antoing et Épinoy, aus dem Haus Melun war. Aus beiden Ehen hatte er keine legitime Nachkommenschaft, allerdings hatte er mehrere uneheliche Kinder.

## Weblink
- The Medieval Combat Society: Robert de Namur, Lord of Beaufort, Renaix, Ballâtre and Chièvre 1323-1391

| Personendaten    | Personendaten                                                                |
| ---------------- | ---------------------------------------------------------------------------- |
| NAME             | Robert de Namur                                                              |
| KURZBESCHREIBUNG | Beaufort-sur-Meuse, Renaix, Ballâtre und Chièvre, Ritter des Hosenbandordens |
| GEBURTSDATUM     | 1323                                                                         |
| STERBEDATUM      | April 1391                                                                   |